# 白石川
白石川（しろいしがわ）は、宮城県南部を流れる一級河川で、阿武隈川水系の支流の一つである。流域の大河原町から柴田町にかけて続く、堤防上の約1,200本の桜並木は「一目千本桜」と呼ばれ、著名である。

## 概要
宮城県刈田郡七ヶ宿町西部の山形県との境界にある奥羽山脈の蔵王連峰に源を発し南東へ流れる。七ヶ宿ダムの下流で北東へ転じ、柴田郡柴田町槻木付近で阿武隈川に合流する。
上流にはダム湖百選にも選定されている七ヶ宿ダムがあり、仙台都市圏・仙南圏など宮城県中南部地域の水瓶となっている。
中流の流れの緩やかな場所には中州ができ、冬場は越冬のために飛来した白鳥や雁鴨が数多く羽を休めている。
2019年10月13日、接近した令和元年東日本台風（台風19号）の豪雨により白石川の水位が上昇。右岸一帯で内水氾濫が生じ、岩沼市では床下浸水27戸の被害が生じた。

## 治水工事と桜の植樹
治水工事が行われる以前の白石川はしばしばその流域に水害をもたらしていた。1637年（寛永14年）には、発生した洪水によって金ヶ瀬元屋敷にあった家が全て流されただけでなく土地も流失し、後に領主の片倉氏の計らいで住人は移住することになった。1913年（大正2年）に発生した水害では、柴田郡全体で損失が180万円に上り、加えて冷害による凶作に追い討ちをかけられた流域の町村は困窮し、勅使として派遣された原敬の慰問を受けた。この年の洪水を契機に流域の町村は宮城県に白石川の治水を強く働きかけるようになり、やがて県治水会の決議までこぎつけた。1917年（大正6年）から治水工事が始まり、流路の整理や堤防の構築が行われ、1923年（大正12年）の秋までこの事業は続いた。
治水工事の完成を約半年後に控えた1923年（大正12年）の春、大河原町に1000本余りのソメイヨシノが寄贈された。寄贈主は大河原出身で、当時、東京商機新聞の社長だった高山開治郎である。寄贈された桜は治水工事で造られた白石川の堤防に植樹され、住人の有志や柴田農林学校の生徒によって保護、育成された。これが現在「一目千本桜」と呼ばれる桜の名所であり、柴田町の船岡城址公園と共に日本さくら名所100選に選ばれている。

## 流域の自治体
宮城県
刈田郡七ヶ宿町、白石市、刈田郡蔵王町、柴田郡大河原町、村田町、柴田町

## 支流
- 斎川（白石市）
- 児捨川（白石市）
- 松川（蔵王町）－濁川－三途川
- 荒川（村田町）

## 橋梁
- 白石大橋 - 宮城県道・山形県道12号白石上山線
- 新白石大橋 - 白石バイパス
- 白川大橋 - 宮城県道112号北白川停車場向山線
- 大河原橋 - 宮城県道110号大河原高倉線
- 尾形橋 - 宮城県道216号大河原停車場線
- 末広橋 - 宮城県道14号亘理大河原川崎線
- 柴田大橋 - 宮城県道116号船岡停車場船迫線
- さくら船岡大橋 - 宮城県道114号角田柴田線
- 白幡橋 - 国道349号